# Koninklijke Java-China-Paketvaart Lijnen
Die niederländische Reederei Koninklijke Java-China Paketvaart Lijnen (KJCPL) mit Hauptsitz in Amsterdam bestand von 1902 bis 1977.

## Geschichte

### Vorgeschichte
In den Jahren 1850 bis 1865 vergab die Kolonialregierung von Niederländisch-Indien zunächst erste Verträge für staatlich unterstützte Postdampferlinien zwischen den einzelnen Inseln (Pakketvaart) an lokale Reedereien. Von 1866 bis 1890 oblag dieser Dienst der Nederlandsch-Indische Stoomvaart Maatschappij (NISM), einem Tochterunternehmen der British India Steam Navigation Company. Nach der Eröffnung des Suezkanals etablierten neue niederländische Postdampfergesellschaften nach Niederländisch-Indien, 1870 die Stoomvaart Maatschappij „Nederland“ (SMN) und ab 1883 der Koninklijke Rotterdamsche Lloyd (RL). Im Jahr 1888 wurde daher auf Drängen der niederländischen Regierung eine eigene Linie für die Postdampferverbindungen zwischen den Inseln, die Koninklijke Paketvaart Maatschappij (KPM) gegründet.

### Gründung
Um 1900 regte der niederländische Konsul in Shanghai die Gründung einer Dampferlinie von Java über Ostasien nach Nordamerika an. Der KPM wurde die Ausweitung ihrer Linie nach Japan und China seitens der Regierung nicht erlaubt, da ihr Postdampfervertrag nur die Verbindung zwischen dem Mutterland und Niederländisch-Indien sowie den eigentlichen Inseldienst umfasste. Daher gründeten die Stoomvaart Maatschappij „Nederland“, die Koninklijke Nederlandsche Stoomboot Maatschappij, KNSM und der Rotterdamsche Lloyd, wiederum mit Beihilfen der Regierung, 1902 einen Liniendienst von Java nach China und Japan, die Java-China-Japan Lijn (JCJL). Drei Frachtdampfer mit Passagiereinrichtungen wurden neu gebaut, wovon das erste Schiff, die Tjipanas im August 1902 in Dienst gestellt wurde. 1907 teilte man die Linie nach China und Japan in eine separate Linie nach China und eine zweite nach Japan. Die JCJL spezialisierte sich besonders auf die Beförderung von Kulis und Zwischendeckspassagieren zwischen Niederländisch-Indien und China. Die 1906 gebaute Tjibodas verfügte beispielsweise über zwei Plätze in der Ersten Klasse, 18 in der Zweiten, 84 in der dritten Klasse, aber 1584 Zwischendecksplätzen. Mit der Tjitaroem begann man 1911 einen weiteren Liniendienst, die Java Hong Kong Lijn.

### Erster Weltkrieg
Zu Beginn des Ersten Weltkriegs besaß die JCJL neun Schiffe. Da die Niederlande neutral waren, wurde 1915 von der SMN und dem RL die Java Pacific Line gegründet, um einen monatlichen Liniendienst von der Westküste Nordamerikas aufzunehmen. Die Linie entwickelte sich zu einem wirtschaftlichen Erfolg. Der Einfluss des Krieges auf den Betrieb der JCJL im Fernostdienst war verhältnismäßig gering. Deutsche Mitbewerber verschwanden in der Folge des Krieges, nur die japanischen Reedereien Nanyo Yusen Kaisha und Osaka Shosen Kaisha begannen eine neue Verbindung von Japan nach Celebes (Nord-Sulawesi). Lediglich die Dampfer Tjikembang und Tjsondari wurden zeitweise von der US-Regierung, die Tjibodas und Tjitaroem von der britischen Regierung  auf Grundlage des Angarienrechts beschlagnahmt.

### Krisenjahre
1920 gründeten die Reedereien Stoomvaart Maatschappij Nederland (SMN), Koninklijke Nederlandsche Stoomboot Maatschappij (KNSM), Java, China, Japan Lijn (JCJL), Koninklijke Paketvaart Maatschappij (KPM), Holland America Line (HAL), Rotterdam Lloyd (RL), Van Nievelt, Goudriaan & Co.’s Stoomvaart Maatschappij (Nigoco) and Stoomvaart Maatschappij “De Maas” (Van Ommeren) gemeinsam die Vereenigde Nederlandsche Scheepvaartmaatschappij (VNS), an der die JCJL außer einem Kapitalanteil zwei Schiffe einbrachte. Schon 1922 zog die JCJL beide Schiffe vor dem Hintergrund der wirtschaftlichen Depression wieder aus der neuen Gesellschaft heraus, da sie in der VNS nur Verluste einfuhren. Auch die Java Pazifik Lijn wurde 1923 vorübergehend eingestellt und 1927 ohne die JCJL wieder eröffnet. Nach dem New Yorker Börsenkrach von 1929 setzte eine Weltwirtschaftskrise ein und die JCJL machte auf Jahre Verluste. Eine Reihe von Schiffen wurden zum Abbruch verkauft und mehrere Linien eingestellt. 1932 besaß die Reederei noch 13 Schiffe mit einem Rauminhalt von 105.000 Bruttoregistertonnen.

### Zweiter Weltkrieg
Ab 1936 nahm das Fracht- und Passagiergeschäft wieder zu, woraufhin die Reederei 1937 bei der Nederlandse Scheepsbouw Maatschappij in Amsterdam das Motorpassagierschiff Tjitalengka orderte, welches 1939 abgeliefert wurde. Im selben Jahr bestellte die JCJL die Tjikini, diese wurde jedoch aufgrund des Kriegsausbruches im September 1939 und Besetzung Hollands im Mai 1940 nie fertiggestellt. Im Gegensatz zum besetzten Mutterland waren die niederländischen Kolonien in Fernost weiterhin frei. Daher konnten einige Schiffe an das britische Ministry of War Transport verchartert werden. Die JCJL übernahm später einige regierungseigene Schiffe sowie zwei 1945 gebaute Victory-Schiffe, Kokomo Victory und Hillsdale Victory der Vereinigten Staaten.

### Nachkriegsjahre
1947 wurden die Liniendienste der Koninklijke Paketvaart Maatschappij und der JCJL  zwischen Holland und den Kolonien zusammengeführt und die Mehrzahl der KPM-Schiffe auf die JCJL übertragen oder anderweitig eingesetzt. Am 10. Dezember 1947 erhielt die Reederei die Erlaubnis den Titel „Koninklijke“ (Königliche) zu führen, woraufhin sie zum 1. Januar 1948 als Koninklijke Java-China-Paketvaart Lijnen (KJCPL), international auch Royal Interocean Lines firmierte. Nach der Unabhängigkeit Indonesiens im Jahr 1949 verringerte sich das Ladungsaufkommen aus dieser Region. Die KPM-Schiffe Boissevain, Ruys und Tegelberg wurden so ab 1948 auf der Asien-Afrika-Südamerika-Linie eingesetzt, die Nieuw Holland zwischen Australien und Neuseeland verwendet. Ebenfalls 1948 begann man einige Neubauten zu ordern, Die Tjiwangi und Tjiluwah sowie die beiden Kombischiffe Straat Makassar und Straat Banka. Ab 6. Dezember 1957 ließ die indonesische Regierung keine niederländischen Passagierliniendienste mehr zu. Die Reederei setzte ihre letzten dort eingesetzten Passagierschiffe im weltweiten Kreuzfahrtgeschäft ein. Ab 1960 wurden auch die verbliebenen Indonesiendienste unter holländischer Flagge beendet.

### Zusammenschlüsse
1966 wurde der Entschluss gefasst, die KPM, die Tochtergesellschaften Hollandse Vrachtvaart Maatschappij (HVM) und Nederlandse Tank- en Paketvaart Maatschappij (NTPM) auch formal mit der KJCPL zusammenzuschließen, was am 1. Januar 1967 rechtskräftig wurde. gemeinsam verfügte die neue Gesellschaft über 77 Schiffe mit einem Rauminhalt von 520.620 BRT. Im Laufe des Jahres 1968 veräußerte man die Passagierschiffe Boissevain, Tjitjalengka, Ruys and Tegelberg an Abbruchwerften in Kaohsiung und Hong Kong und baute fortan ausschließlich neue Frachtschiffe. Um überzählige Schiffe wirtschaftlicher einsetzen zu können, gründete man die Mercury Shipping Company in Hong Kong die eine Reihe von Schiffen unter Liberia- oder Panama-Flagge weiterbetrieb. Mit der South African Marine Corporation begann man ein Joint Venture namens Safocean Pty welchem 1974 die Gründung der Jupiter Lines Pty mit Sitz in Durban folgte, um eine Flaggendiskriminierung zu verhindern. In den Jahren 1973/74 stieß man auch die letzten Passagierschiffe, die Tjiwangian die Pacific International Lines und die erst 1971 übernommene New Holland wurde 1974 an die China Ocean Shipping Company ab.
Durch die zunehmende Containerisierung der Seeverkehre und den damit einhergehenden Kapitalbedarf wurde die Reederei zu einer weitergehenden Kooperation gezwungen. Zusammen mit der Reederei Vereenigde Nederlandsche Scheepvaart Maatschappij (VNS) trat die Koninklijke Java-China Paketvaart Lijnen 1969 in den Nedlloyd-Lijnen-Gemeinschaftsdienst ein. Am 20. Januar des darauf folgenden Jahres fusionierten alle vier Betreiberunternehmen zur Nederlandse Scheepvaart Unie.
Ab 1975 wurden alle Liniendienste unter dem Namen Nedlloyd zusammengefasst und am 1. Mai 1977 wandelte man die Nederlandsche Scheepvaart Unie zur Koninklijke Nedlloyd Groep um. Die KJCPL beziehungsweise RIL verschwand somit auch als Name.